# Alessandro Vittrici
Alessandro Vittrici o Vittrice (Roma, 1595 – Roma, 5 ottobre 1650) è stato un vescovo cattolico, collezionista d'arte e funzionario italiano.

## Biografia
Nato nel 1595, si laureò in teologia, ottiene il grado di Magister Theologiae ed iniziò la propria carriera come funzionario al servizio della Santa Sede. Probabilmente era nipote di Pietro Vittrice di Parma, che fu guardarobiere di papa GregorIo XIII, e figlio di Gerolamo Vittrice, che commissionò la Deposizione di Caravaggio, per la cappella di suo zio (la Cappella della Pietà) a Santa Maria in Vallicella (detta Chiesa Nuova), costruita per gli oratoriani.
Nel 1620 fu anche proprietario del Buona ventura di Caravaggio, che donò a papa Innocenzo X.
Fu assessore del Sant'Uffizio. Il 20 settembre 1632 fu nominato vescovo di Alatri da papa Urbano VIII. Il 24 ottobre seguente fu consacrato da Laudivio Zacchia, cardinale presbitero di San Pietro in Vincoli. Fu vescovo di Alatri fino alle sue dimissioni nel 1648.
Morì il 5 ottobre 1650 a Roma.

## Genealogia episcopale
La genealogia episcopale è:
- Cardinale Guillaume d'Estouteville, O.S.B.Clun.
- Papa Sisto IV
- Papa Giulio II
- Cardinale Raffaele Sansone Riario
- Papa Leone X
- Papa Paolo III
- Cardinale Francesco Pisani
- Cardinale Alfonso Gesualdo di Conza
- Papa Clemente VIII
- Cardinale Pietro Aldobrandini
- Cardinale Laudivio Zacchia
- Vescovo Alessandro Vittrici